# Радловци
Радловци е село в Западна България. То се намира в община Кюстендил, област Кюстендил.

## География
Село Радловци се намира в Кюстендилската котловина, северозападно от гр.Кюстендил, по източните склонове на планината Лисец.
Селото е разпръснат тип, съставено от махали: Горна, Долна, Станкова, Средселска.
Климат: умерен, преходно-континентален.
През годините селото принадлежи към следните административно-териториални единици: Община Соволяно (1949 – 1958), община Жиленци (1958 – 1959), община Соволяно (1959 – 1978), община Драговищица (1978 – 1987), община Кюстендил (от 1987 г.). 

## Население
| Година    | 1866 | 1880 | 1900 | 1926 | 1934 | 1946 | 1956 | 1965 | 1975 | 1984 | 2010 |
| Население | 323  | 348  | 537  | 672  | 645  | 645  | 495  | 416  | 297  | 252  | 128  |

## История
Няма запазени писмени данни за времето на възникване на селото. Останките от антично селище в местността „Мрамор“ и късноантична крепост в местността „Цуклев чукар“ свидетелстват, че района е населяван от дълбока древност.
В турски данъчни регистри от XVI век селото се споменава като Радиловци (1570), Радлуфча и Радлофча (1576). През 1866 г. селото има 45 домакинства с 323 жители. В руска триверстова карта от 1878 г. е записано като Радловци.
В края на XIX век селото има 8525 декара землище, от които 4413 дка ниви, 2396 дка гори, 862 дка ливади, 600 дка пасища, 187 дка лозя, 67 дка овощни и зеленчукови градини и др. и се отглеждат 819 овце, 237 говеда, 117 кози и 79 коня. Основен поминък на селяните са земеделието (пшеница, царевица, тютюн) и животновъдството.
След Освобождението е открито училище в частна сграда, а през 1935 г. е построена нова училищна сграда.
През 1890 г. е построена църква „Благовещение“.
През 1907 г. се учредява Земеделско спестовно-заемно дружество „Тютюнев лист“, което през 1923 г. се преименува в Кредитна кооперация „Тютюнев лист“. Кооперацията извършва кредитиране, открива магазин за потребителски стоки и пивница, изкупува селскостопански произведения, изварява ракия. През 1947 г. става всестранна кооперация, през 1952 г. – селкооп, а през 1960 г. влиза в състава на РПК „Наркооп“ – Кюстендил.
През 1932 г. е открито читалище „Изгрев“. Селото е отчасти водоснабдено (1927) и електрифицирано (1941).
През 1956 г. се създава ТКЗС „Напредък“, което през 1979 г. е включено в състава на АПК „Драговищица“ – с.Драговищица.
Водоснабдяването на селото завършва през 1971 г. Асфалтирани са центърът на селото и шосето за Кюстендил (1978). Отрит е фелдшерски здравен пункт. Построена е административна сграда за кметството, здравната служба, библиотеката и киното. Строят се множество нови масивни обществени и частни сгради.
Активни са миграционните процеси.

## Религии
Село Радловци принадлежи в църковно-административно отношение към Софийска епархия, архиерейско наместничество Кюстендил. Населението изповядва източното православие.

## Обществени институции
- Кметско наместничество.

## Културни и природни забележителности
- Църква "Благовещение”. Еднокорабна едноапсидна църква със сводест таван. От надпис в църквата се установява че е построена през 1890 г. и изографисана през 1891 г. Иконостасните икони са дело на живописеца Кръстю Николов от село Лазарополе, сега в Северна Македония.

## Личности
- Владимир Кьосев (1918 – 2001), скулптор и художник.